# Sásliliomformák
A sásliliomformák (Hemerocallidoideae) a spárgavirágúak (Asparagales) rendjébe és a fűfafélék (Asphodelaceae) családjába tartozó alcsalád. A család névadó nemzetsége a Hemerocallis. Bár nevükben szerepel a „liliom” szó, nem tartoznak a liliomvirágúak rendjébe.
Rizómás, tőlevélrózsás, koloncos gyökérzetű növények. Leveleik alapja hüvelyes. Nagy, feltűnő virágaik forgóvirágzatot alkotnak. Lepelleveleik töve összeforrt.

## Rendszerezés
Korábban a sásliliomfélék (Hemerocallidaceae) néven önálló családként kezelték. Még régebbi rendszertanok (pl. Cronquist-rendszer) nem ismeri a családot, a Hemerocallis nemzetséget a liliomfélék (Liliaceae) közé sorolja.
Az APG II-rendszer a fűfafélék (Xanthorrhoeaceae) közé sorolja a sásliliomfélék nemzetségeit, de még megengedi leválasztását önálló, monofiletikus családként. Az APG III-rendszer már a családot a  fűfafélék (Xanthorrhoeaceae) alcsaládjaként írja le, Hemerocallidoideae néven. A család legismertebb képviselői közé két népszerű kerti növény nemzetsége tartozik, a sásliliom (Hemerocallis) és a vászonfű (Phormium).
Az Angiosperm Phylogeny weboldal szerint a családba a következő nemzetségek tartoznak:
- Agrostocrinum F.Muell.
- Dianella Lam.
- Eccremis Baker
- Hemerocallis L.
- Phormium J.R.Forst. & G.Forst.
- Stypandra R.Br.
- Thelionema R.J.F.Hend.
- Xeronema Brongn. & Gris

## Fordítás
- Ez a szócikk részben vagy egészben a Hemerocallidaceae című angol Wikipédia-szócikk ezen változatának fordításán alapul.  Az eredeti cikk szerkesztőit annak laptörténete sorolja fel. Ez a jelzés csupán a megfogalmazás eredetét és a szerzői jogokat jelzi, nem szolgál a cikkben szereplő információk forrásmegjelöléseként.